# Prescottia ostenii
Prescottia ostenii är en orkidéart som beskrevs av Guido Frederico João Pabst. Prescottia ostenii ingår i släktet Prescottia och familjen orkidéer. Inga underarter finns listade i Catalogue of Life.